# Sampach
Sampach ist eine Wüstung in der Gemeinde Gersfeld im Landkreis Fulda. In der Literatur wird es auch Sambach genannt.

## Geografische Lage
Die Wüstung liegt auf dem Gebiet des ehemaligen Amtes Weyhers wahrscheinlich in der Nähe von Gersfeld und war im Herrschaftsbereich der von Ebersberg genannt von Weyhers. Die genaue Lage ist bisher nicht bekannt.

## Geschichte
1413 wurde Sambach beim Verkauf von einem Viertel des Schlosses zu Weyhers durch die von Hune mit einigen anderen Orten an das Kloster Fulda abgetreten.